# NGC 5008
NGC 5008 este o liner situată în constelația Boarul. A fost descoperită în 18 mai 1862 de către Heinrich Louis d'Arrest. Se află la o distanță de 135,2 de megaparseci de Pământ.